# Universitat Kenyatta
La Universitat Kenyatta (en suahili, Chuo Kikuu cha Kenyatta) és una universitat de Kenya.
L'octubre de 2014 era una de les vint-i-una universitats públiques del país.
El campus principal de la Universitat se situa a Kahawa, al Comtat de Kiambu, a la Constituency de Ruiru Constituency, a 18 km al nord-est del districte de negocis de Nairobi, la capital de Kenya. Té altres campus situats a Ruiru, Parklands, Kwa Vonza, Mombasa, Nairobi, Nyeri, Nakuru, Kericho, Dadaab, Embu, Arusha (Tanzània) i Kigali (Ruanda).